# Önundur Eilífsson
Önundur Eilífsson (n. 940) fue un vikingo y bóndi de Hof í Vopnafirði, Norður-Múlasýsla en Islandia. Es un personaje de la saga de Njál, y saga de Gunnlaugs ormstungu, donde aparece como padre de Hrafn Önundarson, uno de los protagonistas principales.